# 原爆症
原爆症（げんばくしょう、英語: atomic-bomb sickness）とは、原子爆弾（原爆）の爆発による、主に放射線障害の略称。原子爆弾症・原子爆弾傷とも表記する。
発症は被爆直後の場合が多いが、10年、20年経った後に発症することも少なくない。広島・長崎への原爆投下から80年以上経った現在でも、新たに発症するケースが見られる。当初は、急性の放射線障害が問題で、当初は広島赤十字・原爆病院の当時の院長は二、三年で解決できると考えていたが、白血病が現れ、さらに10年目くらいから肺ガン・甲状腺ガンといったガンが現れ、その後には多発性骨髄腫が増えてきたという。
また、直接被爆をしていなくても、原爆投下直後に救援等のため被災地に入ったことによっていわゆる「入市被爆」したり、放射性降下物を含んだ「黒い雨」を浴びたり、さらに母胎内で被爆して生まれた子供にも発症した。広島市、長崎市では被爆直後は健康に見えた人の容態が突然悪化し、死亡したケースが数多く確認されている。多くの場合、体にだるさを感じた後、目が見えなくなったり、節々に痛みを感じたりしたのち死亡した。原子爆弾が投下された当時、一部を除いて医療関係者でも放射線障害に関する知識が皆無であったため、治療を施した後や外見上問題のない者が死んだり、被災地域に入っただけの者が発症して倒れる現象を『ピカの毒にあたった』と表現して恐れた。これは当時、原子爆弾の中に人体に有害な毒ガスが混入されており、それが原因で発症する疾病という俗説があったためである。
放射線被曝は、骨髄等の細胞周期の短い細胞に大きな影響を与える確率が高い（いわゆるベルゴニー・トリボンドーの法則）ため、白血病等の血液悪性腫瘍を引き起こすことはよく知られている。また、被爆の数十年後の発癌の確率が高まる。これらの科学的知見は放射線影響研究所によって大規模コホート調査によって証明された。
制度において原爆症とは原子爆弾被爆者に対する援護に関する法律により、専門家の意見を聞いた厚生労働大臣により認定される。認定の基準には、要医療性、放射線起因性の2点を満たす必要がある。 つまり、制度における原爆症の定義と一般的な意味における原爆症の意味には乖離がある。
広島市には広島赤十字・原爆病院が、長崎市には日本赤十字社長崎原爆病院が設置されている。また、当時日本領であった韓国にも同様の施設が設置されている。

## 原爆症と認定される範囲
悪性腫瘍（固形がんなど）、白血病、副甲状腺機能亢進症の場合
- 被爆地点が爆心地より約3.5km以内である者
- 原爆投下より約100時間以内に爆心地から約2km以内に入市した者。
- 原爆投下より約100時間経過後から、原爆投下より約2週間以内の期間に、爆心地から約2km以内の地点に1週間程度以上滞在した者。

心筋梗塞、甲状腺機能低下症、慢性肝炎・肝硬変の場合
- 被爆地点が爆心地より約2.0km以内である者
- 原爆投下より翌日までに爆心地から約1.0km以内に入市した者

放射線白内障（加齢性白内障を除く）の場合、
- 被爆地点が爆心地より約1.5km以内である者

なおこれらの場合、認定の判断に当たっては、格段に反対すべき事由がない限り積極的に認定を行うため、申請者から可能な限り客観的な資料を求めることとするが、客観的な資料が無い場合にも、申請書の記載内容の整合性やこれまでの認定例を参考にしつつ判断される。